# CSNY 1974
CSNY 1974 es un álbum en directo del grupo estadounidense Crosby, Stills, Nash & Young, publicado por la compañía discográfica Rhino Records en julio de 2014. El álbum, publicado en formato de caja recopilatoria con tres discos compactos y un DVD o con tres Blu Ray y un DVD, recoge material grabado durante la gira del grupo en verano de 1974. Otras ediciones incluyeron un cofre con seis discos de vinilo y tres Blu Ray, así como una edición reducida de un solo disco.

## Contenido
CSNY 1974 fue grabado en varias localidades durante la gira entre el 14 de agosto y el 14 de septiembre: el Nassau Coliseum de Uniondale (Nueva York); el Capitán Centro de Landover (Maryland); el Chicago Stadium de Chicago (Illinois); y el Wembley Stadium de Londres. Otras grabaciones proceden del concierto benéfico para el sindicato United Farm Workers ofrecido el 14 de diciembre en el San Francisco Civic Auditorium. El material del DVD procede de los conciertos ofrecidos en Maryland y Londres, además s sabe que, por razones desconocis viajaron a Greenbay.
Aunque la lista de canciones incluye material extraído tanto de proyectos del grupo como de trabajos en solitario, varias canciones interpretadas durante la gira aún no habían sido publicadas, y fueron estrenadas en directo. Al respecto, «Carry Me» y «Time After TIme», interpretadas por David Crosby, aparecieron en los álbumes de Crosby & Nash Wind on the Water y Whistling Down the Wire respectivamente. «Myth of Sisyphus» y «My Angel», de Stephen Stills, fueron publicadas en el álbum Stills al año siguiente. «Fieldworker», de Graham Nash, también se incluyó en Wind on the Water. «Melloy My Mind», de Neil Young, apareció un año después en Tonight's the Night, mientras que «Long May You Run» dio título a la única colaboración de Young y Stills como dúo. Otras cinco canciones de Young —«Traces», «Goodbye Dick», «Love Art Blues», «Hawaiian Sunrise» y «Pushed It Over the End»— no habían sido publicadas oficialmente en ningún disco hasta el lanzamiento de CSNY 1974.

## Lista de canciones
| Disco uno |                            |                                            |          |  |
| N.º       | Título                     | Escritor(es)                               | Duración |  |
| 1.        | «Love the One You're With» | Stephen Stills                             | 6:05     |  |
| 2.        | «Wooden Ships»             | David Crosby, Paul Kantner, Stephen Stills | 6:36     |  |
| 3.        | «Immigration Man»          | Graham Nash                                | 3:47     |  |
| 4.        | «Helpless»                 | Neil Young                                 | 4:45     |  |
| 5.        | «Carry Me»                 | David Crosby                               | 4:41     |  |
| 6.        | «Johnny's Garden»          | Stephen Stills                             | 5:20     |  |
| 7.        | «Traces»                   | Neil Young                                 | 3:19     |  |
| 8.        | «Grave Concern»            | Graham Nash                                | 3:11     |  |
| 9.        | «On the Beach»             | Neil Young                                 | 7:40     |  |
| 10.       | «Black Queen»              | Stephen Stills                             | 8:25     |  |
| 11.       | «Almost Cut My Hair»       | David Crosby                               | 7:07     |  |

| Disco dos |                                  |                                  |          |  |
| N.º       | Título                           | Escritor(es)                     | Duración |  |
| 1.        | «Change Partners»                | Stephen Stills                   | 3:51     |  |
| 2.        | «The Lee Shore»                  | David Crosby                     | 4:48     |  |
| 3.        | «Only Love Can Break Your Heart» | Neil Young                       | 3:28     |  |
| 4.        | «Our House»                      | Graham Nash                      | 3:38     |  |
| 5.        | «Fieldworker»                    | Graham Nash                      | 3:07     |  |
| 6.        | «Guinnevere»                     | David Crosby                     | 6:14     |  |
| 7.        | «Time After Time»                | David Crosby                     | 3:48     |  |
| 8.        | «Prison Song»                    | Graham Nash                      | 4:02     |  |
| 9.        | «Long May You Run»               | Neil Young                       | 4:13     |  |
| 10.       | «Goodbye Dick»                   | Neil Young                       | 1:40     |  |
| 11.       | «Mellow My Mind»                 | Neil Young                       | 2:33     |  |
| 12.       | «Old Man»                        | Neil Young                       | 4:23     |  |
| 13.       | «Word Game»                      | Stephen Stills                   | 6:16     |  |
| 14.       | «Myth of Sisyphus»               | Stephen Stills, Kenny Passarelli | 4:44     |  |
| 15.       | «Blackbird»                      | John Lennon, Paul McCartney      | 2:48     |  |
| 16.       | «Love Art Blues»                 | Neil Young                       | 2:57     |  |
| 17.       | «Hawaiian Sunrise»               | Neil Young                       | 2:56     |  |
| 18.       | «Teach Your Children»            | Graham Nash                      | 3:16     |  |
| 19.       | «Suite: Judy Blue Eyes»          | Stephen Stills                   | 9:25     |  |

| Disco tres |                          |                |          |  |
| N.º        | Título                   | Escritor(es)   | Duración |  |
| 1.         | «Déjà Vu»                | David Crosby   | 8:29     |  |
| 2.         | «My Angel»               | Stephen Stills | 4:35     |  |
| 3.         | «Pre-Road Downs»         | Graham Nash    | 3:30     |  |
| 4.         | «Don't Be Denied»        | Neil Young     | 6:40     |  |
| 5.         | «Revolution Blues»       | Neil Young     | 4:21     |  |
| 6.         | «Military Madness»       | Graham Nash    | 5:04     |  |
| 7.         | «Long Time Gone»         | David Crosby   | 6:05     |  |
| 8.         | «Pushed It Over the End» | Neil Young     | 7:52     |  |
| 9.         | «Chicago»                | Graham Nash    | 4:43     |  |
| 10.        | «Ohio»                   | Neil Young     | 6:00     |  |

| DVD |                                  |                |          |  |
| N.º | Título                           | Escritor(es)   | Duración |  |
| 1.  | «Only Love Can Break Your Heart» | Neil Young     |          |  |
| 2.  | «Almost Cut My Hair»             | David Crosby   |          |  |
| 3.  | «Grave Concern»                  | Graham Nash    |          |  |
| 4.  | «Old Man»                        | Neil Young     |          |  |
| 5.  | «Johnny's Garden»                | Stephen Stills |          |  |
| 6.  | «Our House»                      | Graham Nash    |          |  |
| 7.  | «Déjà Vu»                        | David Crosby   |          |  |
| 8.  | «Pushed It Over the End»         | Neil Young     |          |  |

## Personal
- David Crosby: voz, guitarra y pandereta
- Stephen Stills: voz, guitarra, teclados y bajo
- Graham Nash: voz, teclados, guitarra y armónica
- Neil Young: voz, teclados, armónica y banjo
- Tim Drummond: bajo
- Russ Kunkel: batería
- Joe Lala: percusión